# Resolució 632 del Consell de Seguretat de les Nacions Unides
La Resolució 632 del Consell de Seguretat de les Nacions Unides, aprovada per unanimitat el 16 de febrer de 1989 després de reafirmar les resolucions 431 (1978), 435 (1978) i 629 (1989), el Consell va recolzar un informe del Secretari General Javier Pérez de Cuéllar sobre el pla de les Nacions Unides per a Namíbia, reiterant la seva autoritat legal sobre el territori fins a la seva independència.
El Consell va afirmar que implementaria la Resolució 435 (1978) en la seva forma original per permetre eleccions lliures i justes a Namíbia sense intimidació. També va expressar el seu ple suport al Secretari General i els seus esforços a la regió, demanant-li que mantingués actualitzat el Consell i demanava a totes les parts que respectessin els seus compromisos amb el pla de les Nacions Unides.
En donar suport a l'informe del Secretari General, la Resolució 632 fixa, per tant, el nombre de persones que forma part del Grup de les Nacions Unides d'Assistència per la Transició en 4.650.